# Myc
Myc (cMyc) is een gen dat de expressie van andere genen reguleert. Het gen codeert voor een eiwit dat bindt aan het DNA van andere genen. Wanneer het Myc-gen gemuteerd is kan het eiwit niet meer binden. Deze situatie veroorzaakt vaak kanker. Wanneer een gen (zoals Myc) zodanig gewijzigd is dat het kanker kan veroorzaken wordt het een oncogen genoemd. De gezonde versie van het gen noemt men een proto-oncogen.
Het Myc-gen codeert een transcriptiefactor die de expressie van 15% van alle genen reguleert door binding aan "Enhancer Box sequences" (E-boxes) en het rekruteren van histonacetyltransferases.
Een gemuteerde versie van het Myc-gen wordt frequent gezien bij kankers. De mutatie van het gen leidt ertoe dat de regulatie van andere genen niet goed meer kan gebeuren. Ook genen die betrokken zijn bij de celproliferatie worden niet meer gereguleerd. Dit kan tot kanker leiden. Een translocatie waarbij Myc betrokken is, is t(8:14). Deze translocatie is betrokken bij de ontwikkeling van een lymfoom.

## Ontdekking
Het Myc-gen werd ontdekt bij patiënten met Burkittlymfoom. In Burkittlymfoom vertonen kankercellen chromosomale translocaties. Vaak is hierbij chromosoom 8 betrokken (waarop het c-Myc-gen ligt). Bij de translocatie wordt het gen gekoppeld aan het IgH-locus op chromosoom 14. De enhancersequenties van dit locus zorgen er nu voor dat c-myc continu tot expressie komt zodat te veel van het myc-eiwit aanwezig is in de cel. Bij onderzoek van het breekpunt van de fusiechromosomen bleek dat een gen betrokken was dat analoog was aan het reeds gekende "myelocytomatose viraal oncogen" (v-Myc). Het nieuw ontdekte gen werd aldus c-Myc genoemd.

## Functie
Het Myc-eiwit is een transcriptiefactor die de expressie van een groot aantal genen activeert. Dit gebeurt door het binden aan "consensus sequenties" (E-boxes) en het rekruteren van histonacetyltransferases.
Myc wordt geactiveerd via verscheidene mitogene signalen (zetten aan tot celproliferatie). Voorbeelden zijn Wnt-signalering en de epidermale groeifactor. De genen die door Myc beïnvloed worden hebben velerlei functies zoals celproliferatie (door toegenomen cyclineproductie en verminderde p21-expressie), celgroei, apoptose (toegenomen Bcl-2 productie) en differentiatie. Omwille hiervan is Myc een zeer sterk oncogen dat bij verscheidene kankers een belangrijke rol speelt.

## Voetnoten
1. ↑  Gearhart J, Pashos EE, Prasad MK, Pluripotency Redeux -- advances in stem-cell research, N Engl J Med 357(15):1469